# Маис (острова)
Маи́с (исп. Las Islas del Maíz), официально Корн (Corn Islands) — два небольших острова, расположенных в Карибском море у восточного побережья Никарагуа. В административном плане образуют один из 12 муниципалитетов автономной области Атлантико-Сур.
Острова расположены в западной части Карибского моря в 77 км к востоку от города Блуфилдс, административного центра автономной области Атлантико-Сур. Включают два острова вулканического происхождения, Большой Корн и Малый Корн. Наивысшая точка — гора Плезант-Хилл, расположенная на севере Большого острова и достигающая в высоту 113 метров.

## История
Острова, как и вся восточная часть современного Никарагуа, с 1655 по 1860 годы находились под британским протекторатом и образовывали регион Москитовый берег.
Хотя в 1912 году госсекретарь США Ф. Нокс заявил, что правительство США «не жаждет овладеть ни одним дюймом территории к югу от Рио Гранде», в период с 1912 до 1925 года и с 1926 по 1933 год Никарагуа была оккупирована войсками США. В 1913 году США заставили Никарагуа подписать договор об аренде на 99 лет двух стратегических островов Корн и о создании американской военной базы в заливе Фонсека.